# Namárië
Il Namárië (in quenya "Addio"), altrimenti conosciuto come Lamento di Galadriel, è una poesia in versi composta dallo scrittore e filologo J. R. R. Tolkien nella sua lingua artificiale quenya.
Composto inizialmente nel 1931 è stato poi rimodellato dall'autore in occasione dell'uscita della sua opera più importante Il Signore degli Anelli.

## Versione del Signore degli Anelli

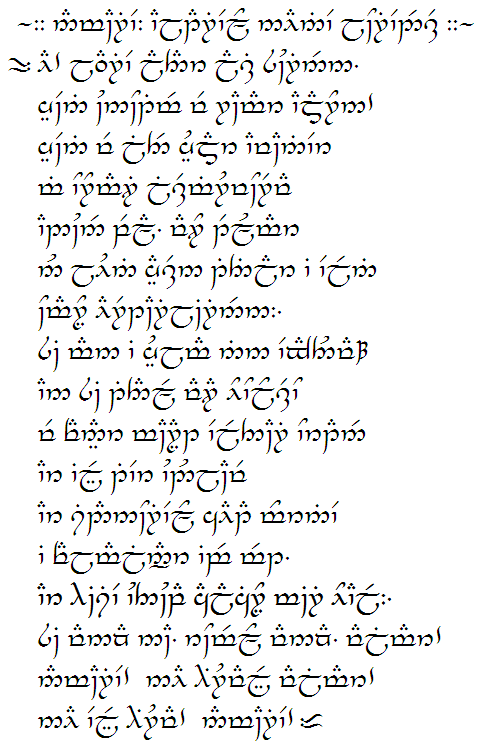
Namárië in lettere tengwar

Questa è la versione "ufficiale" e più conosciuta dell'opera. Contenuta all'interno del VIII capitolo, del secondo libro de La Compagnia dell'Anello è probabilmente il testo più famoso e studiato tra i vari testi redatti in quenya:
(J.R.R. Tolkien, La Compagnia dell'Anello, libro II, cap. VIII, pp. 467-468)

## Versione originale dell'opera
La versione originale dell'opera redatta, come già detto nel 1931 è tuttavia in una forma incompleta e non pienamente matura della lingua, conosciuta generalmente come Qenya
(J.R.R. Tolkien, The Treason of Isengard, pp. 284-285)
In questa versione Tolkien per indicare le vocali lunghe utilizza i tradizionali macron al posto dei più utilizzati accenti acuti. Questa versione del Namárië è relativamente "frammentaria", diversa rispetto a quella "ufficiale" e scritta in un qenya primitivo e di difficile traduzione.

## Altre versioni
Ad anni dalla morte dell'autore molti linguisti ed esperti si sono cimentati nella traduzione del Namárië nelle altre lingue ideate da Tolkien, in particolare sono state create le versioni in Sindarin e in Telerin.
<div lang="art
Allen hirithar aen. Navaer!">(art
Allen hirithar aen. Navaer!)
«Nae! Be-vall dannar lais na-húl,
ínath arnediad bin revail gelaidh!
Ínath 'wannanner be yllath gelig
e-viruvor velui
ned bair erchail athan Annûn,
di-rynd luin Elbereth ias elenath thiliar
na-'lír lam dîn aer a brand.
Man adbannatha hi ylf anim?
Dan hi Elbereth Gilthoniel orthant
cammad în od Uilos
bin fain a dúath dadlemmir lonnath phain;
a fuin eth thindor caeda
na-falvath immen dad
a hith doba vírath e Girith Galad an-uir.
Gwannen hi Dor Belain, gwannen o Thrûn!
Navaer! Dor Belain hirithar aen allen»
(Ryszard Derdzinski, Il lamento di Galadriel in Sindarin; Vicente S. Velasco, Il lamento di Galadriel in Telerin)